# Olav V Land
Olav V Land (literalment: terra d'Olaf V) és la glacera més gran de l'illa de Spitsbergen, a l'arxipèlag de Svalbard. Cobreix al voltant de 4.150 km².
La capa de gel és la segona més gran de les illes Svalbard, només superada per l'Austfonna, a l'illa de Nordaustlandet, que té una superfície de 8.492 km².